# Стюарт, Мердок, герцог Олбани
Мердок Стюарт (гэльск. Muireadhach Stiubhart; англ. Murdoch Stewart) (1362—24 мая 1425), 2-й герцог Олбани, граф Файфа и Ментейта (с 1420 года) — регент Шотландии в период нахождения короля Якова I в английском плену.

## Биография
Мердок был сыном Роберта Стюарта, 1-го герцога Олбани, крупнейшего политического деятеля Шотландии начала XV века.
Уже в 1389 году, когда его отец впервые был избран регентом страны, Мердок был назначен верховным судьёй Северной Шотландии. Он принимал деятельное участие в военных действиях на англо-шотландской границе в конце XIV века, но в битве при Хомильдон-Хилле в 1402 году захвачен в плен англичанами. Переговоры об освобождении Мердока затянулись. Генрих IV, король Англии, использовал пленника для давления на его отца, герцога Олбани, который с 1406 года стал правителем Шотландии. Лишь после восшествия на английский престол Генриха V удалось договориться об освобождении Мердока: в 1416 году он получил свободу ценой уплаты выкупа в размере 10 тыс. фунтов стерлингов и освобождения из шотландского плена сына Генри «Хотспура» Перси, наследника графства Нортумберленд. После возвращения в Шотландию Мердок был назначен «лейтенантом» королевства, подчиненным непосредственно правителю страны, своему отцу.
После смерти в 1420 году Роберта Стюарта, герцога Олбани, Мердок унаследовал от своего отца не только герцогский титул, но и пост правителя Шотландии: король Яков I всё ещё оставался в английском плену. Однако, Мердок не пользовался таким же авторитетом и популярностью как его отец. Крупнейшие магнаты страны постепенно отказались от поддержки нового герцога Олбани. В то же время годы ненадлежащего финансового управления и коррупции полностью истощили государственную казну. Мердок был вынужден ускорить переговоры об освобождении короля, и 4 декабря 1423 года заключено окончательное соглашение с Англией: Яков I освобождался из английского плена за уплату выкупа в размере 40 тыс. фунтов стерлингов. В 1424 году король вернулся на родину. Герцог Олбани потерял пост регента и был отстранен от участия в управлении страной.
Яков I с подозрением относился к Олбани, одному из крупнейших магнатов страны и наследнику престола. Обвинив герцога в ненадлежащем управлении страной и заговоре против короля, Яков I в 1425 году арестовал Мердока Стюарта и 25 марта казнил вместе с его детьми и тестем в Стерлингском замке.

### Семья
От своей супруги Изабеллы, дочери Дональда, графа Леннокса, Мердок имел нескольких детей
- Роберт Стюарт (ум. 1421)
- Уолтер Стюарт (каз. 1425)
- Александр Стюарт (каз. 1425)
- Джеймс Толстый (ум. 1451)
- Изабелла, вышедшая замуж за сэра Уолтера Бьюкенена, лоэрда Бьюкенена